# Mramorak
Mramorak (serbisch-kyrillisch Мраморак; rumänisch Mramorac) ist ein Dorf mit rund 2700 Einwohnern in der Opština Kovin in der nordserbischen Provinz Vojvodina.

## Geographie
Etwa 2½ km östlich des Dorfkerns beginnt die Banater Sandwüste.

### Demographie
Die Bevölkerung des Dorfes ist im vergangenen Halbjahrhundert beständig zurückgegangen:
| 1948 | 1953 | 1961 | 1971 | 1981 | 1991 | 2002 | 2011 |
| ---- | ---- | ---- | ---- | ---- | ---- | ---- | ---- |
| 4939 | 5204 | 5113 | 4411 | 3888 | 3597 | 3145 | 2690 |

## Belege
1. ↑  Republički Zavod za Statistiku Srbije.: Uporedni pregled broja stanovnika 1948, 1953, 1961, 1971, 1981, 1991, 2002. i 2011.: podaci po naseljima = Comparative overview of the number of population in 1948, 1953, 1961, 1971, 1981, 1991, 2002 and 2011 : data by settlements. Beograd 2014, ISBN 978-86-6161-109-4, S. 35 (gov.rs [PDF]).